# ويليام إدوارد ستوري
ويليام إدوارد ستوري (بالإنجليزية: William Edward Story) هو رياضياتي أمريكي، ولد في 29 أبريل 1850 في بوسطن في الولايات المتحدة، وتوفي في 10 أبريل 1930 في ورسستر في الولايات المتحدة.